# William Coales
William Coales (Aldwincle, 8 gennaio 1886 – Sudbury, 19 gennaio 1960) è stato un mezzofondista britannico.
Partecipò ai Giochi olimpici di Londra 1908 conquistando la medaglia d'oro nella 3 miglia a squadre con i connazionali Joe Deakin e Archie Robertson. Prese parte anche alla gara delle 5 miglia, ma non riuscì a terminare la corsa, così non si qualificò per la finale.

## Palmarès
| Anno | Manifestazione  | Sede   | Evento             | Risultato | Prestazione | Note |
| ---- | --------------- | ------ | ------------------ | --------- | ----------- | ---- |
| 1908 | Giochi olimpici | Londra | 5 miglia           | dnf       | dnf         |      |
| 1908 | Giochi olimpici | Londra | 3 miglia a squadre | Oro       | 6 p.        |      |